# Konrad z Bergu
Konrad z Bergu (ur. ok. 1250, zm. 26 maja 1313) – biskup Münsteru w latach 1306–1310.

## Życiorys
Konrad był jednym z synów hrabiego Bergu Adolfa IV i Małgorzaty, siostry arcybiskupa Kolonii Konrada z Hochstaden. Pełnił funkcję prepozyta jednej z kapituł w Kolonii. W 1274, po śmierci arcybiskupa Engelberta z Falkenburga został wybrany przez większość członków kapituły katedralnej na nowego arcybiskupa Kolonii. Jednak z powodu braku święceń oraz nieosiągnięcia wymaganego prawem kanonicznym wieku, papież odmówił jego zatwierdzenia – funkcję tę objął Zygfryd z Westerburga. Konrad natomiast w 1275 lub 1278 został prepozytem kolońskiej kapituły katedralnej.
W 1306 Konrad, wspierany przez arcybiskupa Henryka z Virneburga, został wybrany na biskupa Münsteru w miejsce pozbawionego tego stanowiska i skłóconego z częścią kapituły Ottona z Rietbergu. Z pomocą swego krewnego hrabiego Mark Eberharda II przeważył stronników byłego biskupa i mimo oporu Ottona zapewnił sobie władzę w biskupim księstwie. Próbował następnie mediować w konflikcie między biskupem Osnabrück Ludwikiem z Ravensbergu (sprzyjającym byłemu biskupowi Ottonowi) a jego kapitułą, jednak interwencja Eberharda doprowadziła do zaognienia konfliktu. W 1308 doszło do starcia zbrojnego, z którego zwycięsko wyszła strona z Osnabrück, ale sam biskup Ludwik zginął. W kolejnym roku Konrad doszedł do porozumienia z jego następcą.
Istotnym osiągnięciem Konrada był wydany w 1309 przywilej dla stanów księstwa biskupiego. Zostały w nim zebrane dotychczasowe prawa i przywileje. Wiele zapisów miało na celu wyeliminowanie dotychczasowych nadużyć. Zapewniał też możliwość dziedziczenia dóbr także przez córki w przypadku braku synów zmarłych właścicieli dóbr.
W tym samym okresie doszło do papieskiego rozstrzygnięcia w sprawie skargi wniesionej przez poprzednika Konrada, Ottona z Rietbergu. Co prawda Otto w międzyczasie zmarł, ale papież Klemens V w 1310 ogłosił, że wybór Konrada na biskupa był bezprawny i powołał na jego miejsce Ludwika z Hesji. Konrad już wcześniej złożył rezygnację i wycofał się do Kolonii, gdzie później zmarł. Został pochowany w rodowym klasztorze Altenberg.